# Cream's Farewell Concert
Cream's Farewell Concert au Royal Albert Hall est le concert d'adieu du groupe avant sa dissolution. Il a été donné le 26 novembre 1968 à Londres.
Ce n'est pas tout à fait leur dernier concert, puisqu'ils se sont brièvement réunis en 1993 et en 2005.
La première partie du concert était assurée par Yes qui débutait et le trio Taste avec le jeune Rory Gallagher.

## Différentes versions
Il existe au moins cinq versions de cet enregistrement :
- Le film d'origine - créé par le réalisateur Tony Palmer et distribué par le directeur musical Robert Stigwood. C'est un film de style documentaire, avec des scènes musicales intégrées, et une narration de Patrick Allen, présentateur de la BBC. Les membres du groupe se présentent eux-mêmes, en démontrant leur manière de jouer et en parlant de leurs influences (cette partie a été filmée fin 1967, début 1968). La BBC l'a diffusé le 5 janvier 1969, il est ensuite sorti en salle, comme documentaire musical. Durée 48 minutes.
- Une version révisée - présentant les images sous forme modifiée. Durée 51 minutes. Cette version destinée au home video est parue en 1977.
- La première version diffusée par la BBC - contenant les mêmes chansons, de même durée que la version de 1977, mais avec la voix de Pete Drummond (DJ de radio One), une introduction et un générique de fin différents. (Remarque - Les récits de Pete Drummond et de Patrick Allen sont pratiquement identiques.) Ce fut aussi un DVD officiel.
- Une version uniquement musicale, présentée par la BBC en 1980 (le générique de fin indique «MCMLXXX»), qui dure 30 minutes, avec seulement 5 chansons complètes, sans narration ni interviews.
- En 2001, la version du film original avec en plus une version partiellement restauré de 80 minutes. Sous titre : Includes both 80 and 45 minute versions.
- En 2005, une nouvelle version du concert est publiée en DVD officiel avec la mention restored exended version d'une durée de 80 minutes. Cette fois les chansons sont entières, elles sont séparées de la narration et des interviews; trois nouvelles chansons apparaissent. Le son et de la vidéo ont été remastérisés. Un court extrait de White Room du second concert apparait, (alors que le film a utilisé la version du premier concert). Le DJ John Peel introduit le groupe sur scène. Cette version a été diffusée sur la BBC1 dans l'émission Rock and roll years à la fin des années 1980. C'est celle qui offre la meilleure qualité de tout point de vue.
- En juin 2014, une version avec Blu-Ray / DVD.
- En mars 2020, le concert fait partie d'un coffret intitulé the live album Goodbye Tour - Live 1968; c'est la première fois que ce concert est officiellement publié sous forme audio. Malheureusement la qualité du son du concert au Royal Albert hall est la pire des quatre concerts de ce coffret.

## Critique
Le film original a souvent été critiqué pour ses mauvais effets sonores et ses piètres qualités visuelles.

« Le son est une boue sonore turgescente. Les images sont encore pires, avec le réalisateur Tony Palmer jouant avec la caméra comme si c'était un gyroscope, voulant créer des effets psychédéliques. Il fournit trop de gros plans sur les dents de Jack Bruce et presque aucun plan du groupe dans son ensemble. »

Le groupe avait donné deux concerts à l'Albert Hall, mais on pense que seulement le deuxième a été filmé dans son intégralité. Plusieurs fois au cours du film, il est évident que l'image n'est pas en phase avec le son. Sur plusieurs chansons, y compris pendant le solo de Ginger Baker, le musicien semble changer de vêtements à une vitesse fulgurante en raison de la post-édition négligente ou bien Eric joue sur 2 guitares différentes; en effet il joue d'une Gibson Firebird pour le premier concert et d'une Gibson ES-335 pour le second. La BBC a utilisé 4 caméras statiques et 2 caméras portables, le support utilisé est la bande magnétique, tandis que Palmer a filmé des séquences sur le devant de la scène, en utilisant une caméra 16 mm. La différence de qualité peut être facilement perçue.
Ginger Baker lui-même s'est montré très critique envers cette vidéo en affirmant : « Cream était bien mieux que ça. » Néanmoins, la plupart des fans ont accueilli cette parution avec beaucoup d'enthousiasme, en ignorant sa mauvaise qualité.

## Titres

### Vidéo originale
Contenu identique pour la version avec Patrick Allen et celle de Pete Drummond
1. Sunshine of Your Love
2. Politician
3. White Room
4. Spoonful
5. Toad
6. I'm So Glad

### DVD édition de 2005
1. Sunshine of Your Love
2. White Room
3. Politician
4. Crossroads
5. Steppin' Out
6. Sitting on Top of the World
7. Spoonful
8. Toad
9. I'm So Glad

### Version sonore
De 1980, sans interviews ni commentaires
1. White Room
2. Politician
3. Sitting on Top of the World
4. I'm So Glad
5. Sunshine Of Your Love